# Szatan kazał tańczyć
Szatan kazał tańczyć (tytuł festiwalowy: Satan Said Dance) – polsko-holenderski dramat obyczajowy z 2016 roku w reżyserii i według scenariusza Katarzyny Rosłaniec.

## Obsada
- Magdalena Berus jako Karolina
- Łukasz Simlat jako Marcin
- Tygo Gernandt jako Leon
- Hanna Koczewska jako Matylda
- Danuta Stenka jako Mama Karoliny
- Jacek Poniedziałek jako Tata Karoliny
- Marta Nieradkiewicz jako Jagoda
- Tomasz Tyndyk jako Dexter
- John Porter jako Neil

i inni.

## Nagrody i nominacje
- Międzynarodowy Festiwal Kina Niezależnego Off Camera 2017 – Nagroda dla najlepszej aktorki w Konkursie Polskich Filmów Fabularnych: Magdalena Berus[3][1]
- Cinema Jove, Walencja 2017 – Nagroda za zdjęcia: Virginia Surdej[4][1]
- Cinema Jove, Walencja 2017 – Nagroda dla najlepszej aktorki: Magdalena Berus[5][1]
- Filmfest Hamburg 2017 – Wyróżnienie Honorowe[6][1]